# Norroy-lès-Pont-à-Mousson
Norroy-lès-Pont-à-Mousson è un comune francese di 1 251 abitanti situato nel dipartimento della Meurthe e Mosella nella regione del Grand Est.

## Società

### Evoluzione demografica
Abitanti censiti